# FC Kilmarnock
Der FC Kilmarnock (offiziell: Kilmarnock Football Club) ist ein schottischer Fußballverein aus Kilmarnock.

## Geschichte
Der Verein wurde 1869 als Cricketclub gegründet. Die Fußballabteilung gründete sich 1873. Nachdem man von 1900 bis zur kriegsbedingten Pause 1940 in der höchsten Spielklasse, der „Scottish League Division 1“, gespielt hatte, stieg Kilmarnock in der ersten Nachkriegssaison ab.
Es folgte von 1954 bis 1977 eine längere Zugehörigkeit zur Division 1. In dieser Zeit konnte man 1965 unter Trainer Willie Waddell den bis heute einzigen Meistertitel gewinnen. Anschließend war der FC Kilmarnock eine Fahrstuhlmannschaft.
Der höchsten Spielklasse Schottlands, der Scottish Premier League, gehört der Verein ununterbrochen seit 1993 an.
1997 gewann Kilmarnock überraschend den ersten Titel seit 32 Jahren und wurde zum dritten Mal schottischer Pokalsieger.
2012 gewann Kilmarnock zum ersten Mal den Schottischen Ligapokal im Finale gegen den Favoriten Celtic Glasgow mit 1:0.

## Kader Saison 2025/26
(Stand: 3. August 2025)
| Nr. |            | Position | Name             |
| --- | ---------- | -------- | ---------------- |
| 1   | Polen      | TW       | Max Stryjek      |
| 2   | Schottland | AB       | Jamie Brandon    |
| 3   | England    | AB       | Dominic Thompson |
| 5   | Schottland | AB       | Lewis Mayo       |
| 6   | Schottland | AB       | Robbie Deas      |
| 7   | Schottland | ST       | Rory McKenzie    |
| 8   | Nordirland | MF       | Brad Lyons       |
| 9   | Wales      | ST       | Marcus Dackers   |
| 10  | Nordirland | MF       | Matthew Kennedy  |
| 11  | Schottland | MF       | Greg Kiltie      |
| 12  | Schottland | MF       | David Watson     |
| 14  | Neuseeland | AB       | George Stanger   |
| 16  | Schottland | MF       | Kyle Magennis    |
| 17  | Schottland | ST       | Scott Tiffoney   |
| 18  | Wales      | MF       | Tom Lowery       |
| 19  | Schottland | ST       | Bruce Anderson   |

| Nr. |                    | Position | Name             |
| --- | ------------------ | -------- | ---------------- |
| 20  | Schottland         | TW       | Robby McCrorie   |
| 22  | Schottland         | MF       | Jack Thomson     |
| 23  | Wales              | ST       | Marley Watkins   |
| 25  | Vereinigte Staaten | AB       | Ethan Brown      |
| 26  | Schottland         | MF       | Ben Brannan      |
| 27  | Schottland         | MF       | Kian Leslie      |
| 29  | Niederlande        | ST       | Djenairo Daniels |
| 30  | Wales              | TW       | Eddie Beach      |
| 31  | Schottland         | MF       | Liam Polworth    |
| 32  | Schottland         | AB       | Ruari Ellis      |
| 34  | Schottland         | MF       | Ethan Mersey     |
| 35  | Schottland         | MF       | Aaron Davis      |
| 36  | Schottland         | MF       | Noah Simpson     |
| 38  | Schottland         | MF       | Archie Traynor   |
| 39  | Schottland         | AB       | Euan Bowie       |

### Verliehene Spieler
| Nr. |            | Position | Name          |
| --- | ---------- | -------- | ------------- |
| 28  | Schottland | ST       | Zander Craik  |
| 33  | Schottland | AB       | Duncan Barlow |

| Nr. |            | Position | Name       |
| --- | ---------- | -------- | ---------- |
| 37  | Schottland | MF       | Cole Burke |

## Sportliche Erfolge
- Schottische Fußballmeisterschaft
  - Meister: 1965
  - Vizemeister: 1960, 1961, 1963, 1964
  - Dritter: 1918, 1957, 1966, 2019
- Schottischer Pokal
  - Sieger: 1920, 1929, 1997
  - Finalist: 1898, 1932, 1938, 1957, 1960
- Schottischer Ligapokal
  - Sieger: 2012
  - Finalist: 1953, 1961, 1963, 2001, 2007
- Scottish Division Two/Scottish Championship
  - Meister: 1898, 1899, 2022
- Europapokal der Landesmeister
  - Achtelfinale: 1965/66
- Europapokal der Pokalsieger
  - 1. Runde: 1997/98
- Messestädte-Pokal
  - Halbfinale: 1966/67
  - Achtelfinale: 1969/70
- UEFA Conference League
  - Play-Offs: 2024/25

## Europapokalbilanz
| Saison    | Wettbewerb                    | Runde                  | Gegner               | Gesamt | Hin     | Rück          |
| --------- | ----------------------------- | ---------------------- | -------------------- | ------ | ------- | ------------- |
| 1964/65   | Messestädte-Pokal             | 1. Runde               | Eintracht Frankfurt  | 5:4    | 0:3 (A) | 5:1 (H)       |
| 1964/65   | Messestädte-Pokal             | 2. Runde               | FC Everton           | 1:6    | 0:2 (H) | 1:4 (A)       |
| 1965/66   | Europapokal der Landesmeister | 1. Runde               | Nëntori Tirana       | 1:0    | 0:0 (A) | 1:0 (H)       |
| 1965/66   | Europapokal der Landesmeister | Achtelfinale           | Real Madrid          | 3:7    | 2:2 (H) | 1:5 (A)       |
| 1966/67   | Messestädte-Pokal             | 2. Runde               | Royal Antwerp        | 8:2    | 1:0 (A) | 7:2 (H)       |
| 1966/67   | Messestädte-Pokal             | Achtelfinale           | KAA Gent             | 3:1    | 1:0 (H) | 2:1 n. V. (A) |
| 1966/67   | Messestädte-Pokal             | Viertelfinale          | Lokomotive Leipzig   | 2:1    | 0:1 (A) | 2:0 (H)       |
| 1966/67   | Messestädte-Pokal             | Halbfinale             | Leeds United         | 2:4    | 2:4 (A) | 0:0 (H)       |
| 1969/70   | Messestädte-Pokal             | 1. Runde               | FC Zürich            | 5:4    | 2:3 (A) | 3:1 (H)       |
| 1969/70   | Messestädte-Pokal             | 2. Runde               | Slavia Sofia         | 4:3    | 4:1 (H) | 0:2 (A)       |
| 1969/70   | Messestädte-Pokal             | Achtelfinale           | Dinamo/SC Bacău      | 1:3    | 1:1 (H) | 0:2 (A)       |
| 1970/71   | Messestädte-Pokal             | 1. Runde               | Coleraine FC         | 3:4    | 1:1 (A) | 2:3 (H)       |
| 1997/98   | Europapokal der Pokalsieger   | Qualifikation          | Shelbourne FC        | 3:2    | 2:1 (H) | 1:1 (A)       |
| 1997/98   | Europapokal der Pokalsieger   | 1. Runde               | OGC Nizza            | 2:4    | 1:3 (A) | 1:1 (H)       |
| 1998/99   | UEFA-Pokal                    | 1. Qualifikationsrunde | Željezničar Sarajevo | 2:1    | 1:1 (A) | 1:0 (H)       |
| 1998/99   | UEFA-Pokal                    | 2. Qualifikationsrunde | Sigma Olmütz         | 0:4    | 0:2 (A) | 0:2 (H)       |
| 1999/2000 | UEFA-Pokal                    | Qualifikation          | KR Reykjavik         | 2:1    | 0:1 (A) | 2:0 (H)       |
| 1999/2000 | UEFA-Pokal                    | 1. Runde               | 1. FC Kaiserslautern | 0:5    | 0:3 (A) | 0:2 (H)       |
| 2001/02   | UEFA-Pokal                    | Qualifikation          | Glenavon FC          | 2:0    | 1:0 (A) | 1:0 (H)       |
| 2001/02   | UEFA-Pokal                    | 1. Runde               | Viking Stavanger     | 1:3    | 1:1 (H) | 0:2 (A)       |
| 2019/20   | UEFA Europa League            | 1. Qualifikationsrunde | Connah's Quay Nomads | 2:3    | 2:1 (A) | 0:2 (H)       |
| 2024/25   | UEFA Europa League            | 2. Qualifikationsrunde | Cercle Brügge        | 1:2    | 1:1 (H) | 0:1 (A)       |
| 2024/25   | UEFA Conference League        | 3. Qualifikationsrunde | Tromsø IL            | 3:2    | 2:2 (H) | 1:0 (A)       |
| 2024/25   | UEFA Conference League        | Play-offs              | FC Kopenhagen        | 1:3    | 0:2 (A) | 1:1(H)        |

Gesamtbilanz: 48 Spiele, 16 Siege, 12 Unentschieden, 20 Niederlagen, 57:69 Tore (Tordifferenz −12)

## Bekannte ehemalige Spieler
- Samassi Abou
- Bill Agnew
- Bernard Battles Sr.
- Pat Bonner
- Kris Boyd
- Tommy Burns
- Ally McCoist
- Alan McInally
- Steven Naismith
- Pat Nevin
- Colin Nish
- Robert Prytz
- Rocco Quinn
- Billy Stark

## Trainer des FC Kilmarnock
- 1895–1902: Charlie Smith
- 1906–1910: Barrie Grieve
- 1910–1919: James McDonald
- 1919–1937: Hugh Spence
- 1937–1945: Jimmy McGrory
- 1945–1947: Tom Smith
- 1947–1948: Tom Mather
- 1948–1950: Alex Hastings
- 1950–1957: Malky McDonald
- 1957–1965: Willie Waddell
- 1965–1968: Malky McDonald
- 1968–1973: Walter McCrae
- 1973–1977: Willie Fernie
- 1977–1981: Davie Sneddon
- 1981–1984: Jim Clunie
- 1984–1988: Eddie Morrison
- 1988–1992: Jim Fleeting
- 1992–1994: Tommy Burns
- 1994–1996: Alex Totten
- 1996–2002: Bobby Williamson
- 2002–2010: Jim Jefferies
- 2010: Jimmy Calderwood
- 2010–2011: Mixu Paatelainen
- 2011–2013: Kenny Shiels
- 2013–2015: Allan Johnston
- 2015–2016: Gary Locke
- 2016–2017: Lee Clark
- 2017: Lee McCulloch
- 2017–2019: Steve Clarke
- 2019: Angelo Alessio
- 2019–2021: Alex Dyer
- 2021: Tommy Wright
- 2022–2025: Derek McInnes
- seit 2025: Stuart Kettlewell